# Ар
Ар (русское обозначение: а; международное: а; из фр. are от лат. area «площадь, поверхность», разг. со́тка) — внесистемная единица измерения площади, равная площади квадрата со стороной 10 м. Используется в земледелии для измерения площадей участков. Известна также как «сотка» (то есть 100 м² или ¹/100 гектара). Кратной по отношению к ару единицей является гектар.
1 а = 100 м² = 0,01 га
В Российской Федерации ар допущен к использованию в качестве внесистемной единицы без ограничения срока действия допуска. Международная организация законодательной метрологии (МОЗМ) в своих рекомендациях относит ар к единицам измерения, «которые могут временно применяться до даты, установленной национальными предписаниями, но которые не должны вводиться, если они не используются».
К кратным по отношению к ару единицам площади, помимо гектара, относятся декары, или дунамы, равные 10 арам, и тайский рай, равный 16 арам. К дольным единицам относится сантиар.

## Кратные и дольные единицы
| Кратные                                                                                                | Кратные  | Кратные     | Кратные     | Дольные  | Дольные  | Дольные     | Дольные     |
| величина                                                                                               | название | обозначение | обозначение | величина | название | обозначение | обозначение |
| --- | -------- | ----------- | ----------- | -------- | -------- | ----------- | ----------- |
| 101 а                                                                                                  | декар    | даа         | daa         | 10−1 а   | дециар   | да          | da          |
| 102 а                                                                                                  | гектар   | га          | ha          | 10−2 а   | сантиар  | са          | ca          |
| 103 а                                                                                                  | килоар   | ка          | ka          | 10−3 а   | миллиар  | ма          | ma          |
| 106 а                                                                                                  | мегаар   | Ма          | Ma          | 10−6 а   | микроар  | мка         | µa          |
| 109 а                                                                                                  | гигаар   | Га          | Ga          | 10−9 а   | наноар   | на          | na          |
| 1012 а                                                                                                 | тераар   | Та          | Ta          | 10−12 а  | пикоар   | па          | pa          |
| 1015 а                                                                                                 | петаар   | Па          | Pa          | 10−15 а  | фемтоар  | фа          | fa          |
| 1018 а                                                                                                 | эксаар   | Эа          | Ea          | 10−18 а  | аттоар   | аа          | aa          |
| 1021 а                                                                                                 | зеттаар  | За          | Za          | 10−21 а  | зептоар  | за          | za          |
| 1024 а                                                                                                 | йоттаар  | Иа          | Ya          | 10−24 а  | иоктоар  | иа          | ya          |
| 1027 а                                                                                                 | роннаар  | Рна         | Ra          | 10−27 а  | ронтоар  | рна         | ra          |
| 1030 а                                                                                                 | кветтаар | Ква         | Qa          | 10−30 а  | квектоар | ква         | qa          |
| рекомендовано к применению применять не рекомендуется не применяются или редко применяются на практике |          |             |             |          |          |             |             |

## История
Ар был установлен в качестве официальной меры площади Французской республики в законе от 18 жерминаля III года Республики (7 апреля 1795 года). В этом же законе было введено и само слово «ар» от лат. area и фр. are, в значении «площадь, поверхность, участок, поле, пустырь».